# The Six Wives of Henry Lefay
The Six Wives of Henry Lefay, também conhecido como My Dad's Six Wives (Brasil: Minhas Seis Esposas ), é um filme estadunidense de comédia maluca  de 2009 estrelada por Elisha Cuthbert e Tim Allen. Uma filha em luto tenta organizar o funeral de seu pai, enquanto atende todas as suas ex-esposas. Seu único lançamento nos cinemas foi em Israel, e foi lançado diretamente em DVD em outros lugares, incluindo os Estados Unidos e o Reino Unido.

## Sinopse
Durante uma viagem ao México com sua noiva, Henry Lefay (Tim Allen) desaparece durante o parapente e é dado como morto. Sua filha enlutada (Elisha Cuthbert) começa a fazer arranjos para o funeral, um processo complicado quando sua atual esposa e cinco ex-namorados descem e travam uma feroz luta pelo poder sobre o enterro.

## Elenco
- Tim Allen como Henry Lefay, um anunciante de vendas espalhafatoso que foi dado como morto depois de desaparecer durante uma expedição de parapente[2]
- Elisha Cuthbert como Barbara "Barbie" Lefay (filha de Henry)
- S. Epatha Merkerson como Effa Devereaux (a primeira esposa secreta de Henry)[2]
- Andie MacDowell como Kate (segunda esposa de Henry e mãe de Barbie)[2]
- Jenna Elfman como Ophelia (terceira e quinta esposa de Henry e atual amante ocasional)
- Paz Vega como Veronica (quarta esposa de Henry)[2]
- Lindsay Sloane como Autumn (sexta esposa de Henry)
- Jenna Dewan como Sarah Jane (noiva de Henry e nêmesis da Barbie)
- Barbara Barrie como Mae (mãe de Henry)
- Eric Christian Olsen como Lloyd Wiggins (namorado da Barbie que quer se casar com ela)
- Chris Klein como Stevie
- Larry Miller como Lipschutz
- Edward Herrmann como Goodenough, o agente funerário

## Histórico de lançamento
| País           | Data                   | Formato        |
| -------------- | ---------------------- | -------------- |
| Israel         | 18 de junho de 2009    | Cinemas        |
| Países Baixos  | 12 de janeiro de 2010  | Estreia de DVD |
| Alemanha       | 8 de outubro de 2010   | Estreia de DVD |
| Estados Unidos | 19 de outubro de 2010  | Estreia de DVD |
| Reino Unido    | 7 de fevereiro de 2011 | Estreia de DVD |
| Demais países  | 8 de fevereiro de 2011 | Estreia de DVD |